# Barchi
Barchi es una localidad italiana de la provincia de Pesaro y Urbino, región de las Marcas, con 998 habitantes. Hasta 2017 tuvo el estatus de municipio, pero desde ese año integra junto a Orciano di Pesaro, Piagge y San Giorgio di Pesaro, la comune de Terre Roveresche.

## Evolución demográfica
| Gráfica de evolución demográfica de Barchi entre 1861 y 2001 |
|                                                              |
| Fuente ISTAT - elaboración gráfica de Wikipedia              |